# كمال جبور
كمال جبور (مواليد 12 يونيو 1959) هو مدرب كرة قدم فرنسي ولاعب سابق.

## الحياة المبكرة
ولد جبور في باريس في 12 يونيو 1959. وهو من أصل جزائري.

## مسيرته لاعبا
لعب جبور في مركز الدفاع لصالح فريق لو بلان ميسنيل.

## مسيرته مُدربّا
عمل جابور مع أندية في بنين مثل دينامو أبومي، وفي مالي مع الملعب المالي. وقد غادر منصبه كمساعد مدرب في نادي أوكسير الفرنسي ليتولى تدريب منتخب الكونغو. كما درّب الفريق الجزائري شبيبة بجاية بين أكتوبر 2013 وفبراير 2014.

## روابط خارجية
- كمال جبور على موقع قاعدة بيانات كرة القدم.إي يو (الإنجليزية)